# 着陸誘導装置 JTPN-P20

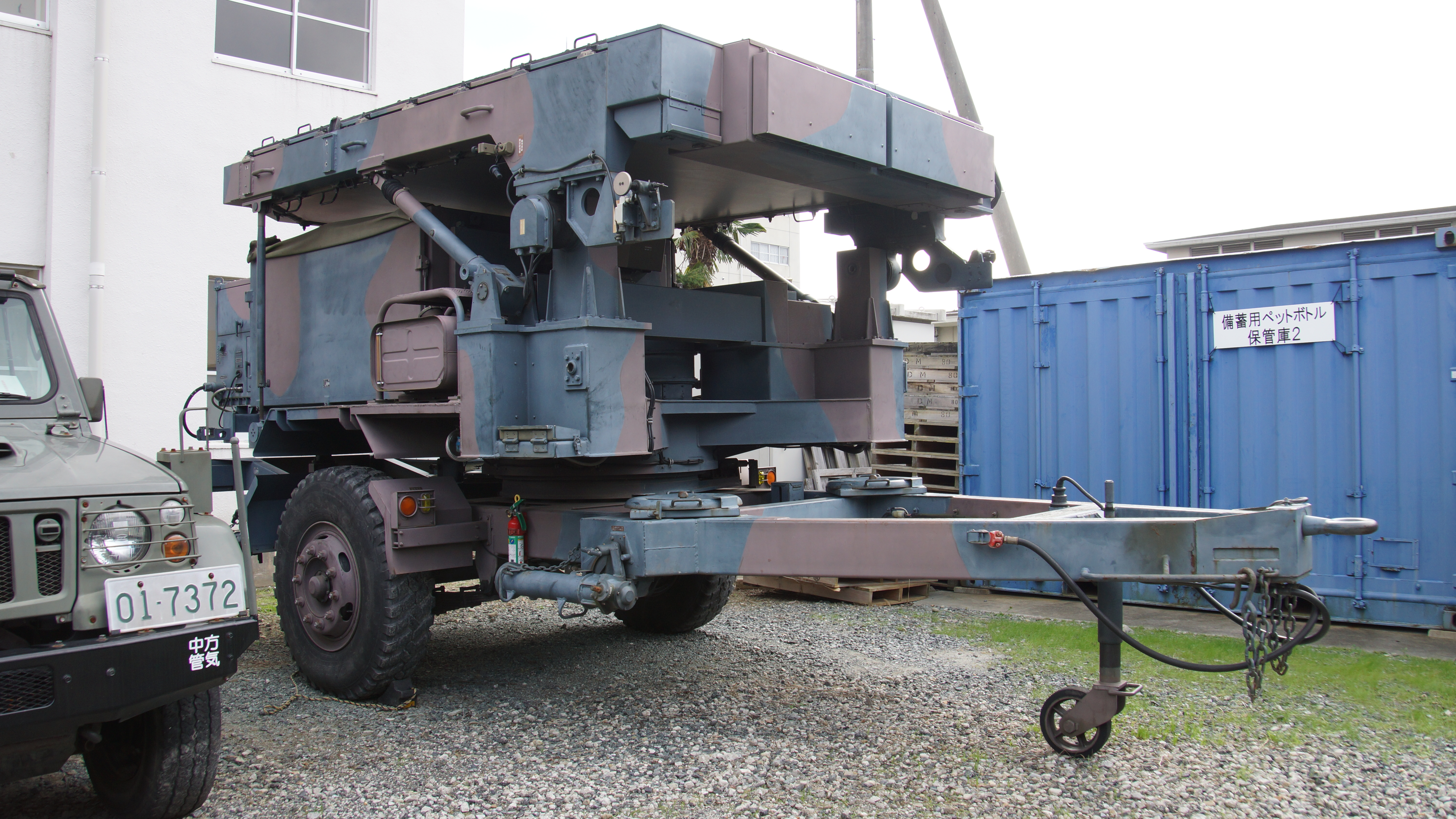
JTPN-P20の精測進入レーダー装置　JMPN-P22

着陸誘導装置 JTPN-P20（ちゃくりくゆうどうそうち ジェイティーピーエヌピートエンティー）は、陸上自衛隊の航空科装備。航空機の着陸誘導管制装置。移動用小型GCA（着陸誘導管制）装置である。

## 諸元
- 表示：デジタル表示方式
- 周波数：Xバンド

## 構成
- 監視レーダー装置：JTPN-P21
- 精測進入レーダー装置：JMPN-P22
- 管制装置：JTSN-S1
- 通信装置：JTSN-S2

## 特徴
監視レーダーは2輪式のトレーラーになっており、自走は不可。車両に牽引されて移動する。その他管制装置などは73式大型トラックなどに搭載されて移動する。

## 製作
- 東芝